# Dolls: La casa de los muñecos diabólicos
Dolls: La casa de los muñecos diabólicos (Dolls en V. O.) es una película de terror estadounidense de serie B estrenada en 1987 dirigida por Stuart Gordon y protagonizada por Carrie Lorraine y Stephen Lee.
El rodaje tuvo lugar en Italia en 1985.

## Argumento
Durante una fuerte tormenta, un grupo de seis personas buscan refugio en una casa de campo gótica propiedad de Gabriel y Hilary Hartwicke (Guy Rolfe y Hilary Mason) una pareja de ancianos dedicados a la fabricación y restauración de muñecos. Entre los huéspedes se encuentran Judy Bower (Carrie Lorraine), hija de David y su abusiva madrastra: Rosemary (Ian Patrick Williams y Carolyn Purdy Gordon) además de Ralph (Stephen Lee) que viene acompañada por dos autoestopistas de estética punky: Isabel y Enid (Bunty Bailey y Cassie Stuart).
Mientras los dueños les enseñan la casa, descubren que todas las salas están repletas de juguetes de gran belleza, pero que esconden un lado perverso puesto que tienen la capacidad de cobrar vida y empiezan a atacar uno a uno a todo aquel que parece carecer de moral y escrúpulos. Todo comienza cuando Judy descubre como los muñecos matan a una de las jóvenes cuando trataba de robar en la casa ante la mirada horrorizada de la pequeña que da la voz de alarma a Ralph, quien a pesar de su edad parece conservar su "niño interior" y a sus padres, los cuales se niegan a creerla hasta que sufren el castigo de los muñecos por su falta de afecto hacia ella (en primer lugar, la madrastra sube a la buhardilla, donde es asediada por los juguetes hasta que muere al caer por una ventana, y Gabriel se convierte en un muñeco tras romper varios para defenderse).
Sin embargo, la maldad de los muñecos no resulta ser tal respecto a Judy (por su alma inocente) y Ralph (por conservar su inocencia), por lo que les dejan marchar a sabiendas de que los muñecos son en realidad las almas de gente carente de moral que se ven forzadas a vivir dentro de un juguete a la espera de una segunda oportunidad para demostrar sus bondades. Es entonces cuando los Sres. Hartwickle les explican que tienen el don de dar una oportunidad a todo aquel que vaya por mal camino para salvarse, mientras que los otros, como los padres de Judy y las jóvenes punkies se ven condenadas a vivir como juguetes.
A la mañana siguiente Ralph se despierta y recuerda todo como una pesadilla hasta que el Sr. Hartwickle le hace entrega de una carta en la que indica que su padre ha decidido dejar a su hija atrás al admitir no haber sido un buen padre cediéndole la tutela a Ralph, el cual debe llevarla a Boston dónde vive su madre biológica y aunque Ralph cree que la carta ha sido escrita por los moradores, deciden marcharse juntos al mismo tiempo que llega otra familia disfuncional después de haber tenido problemas con su propio coche.

## Reparto
| Actor                | Personaje         |
| -------------------- | ----------------- |
| Ian Patrick Williams | David Bower       |
| Carolyn Purdy Gordon | Rosemary Bower    |
| Carrie Lorraine      | Judy Bower        |
| Guy Rolfe            | Gabriel Hartwicke |
| Hilary Mason         | Hilary Hartwicke  |
| Bunty Bailey         | Isabel            |
| Cassie Stuart        | Enid              |
| Stephen Lee          | Ralph Morris      |

## Recepción
Las críticas por parte de la crítica fueron en su mayoría positivas: en la website Rotten Tomatoes obtuvo una valoración del 63% entre todos los comentarios. Desde Ain't It Cool News en su crítica sobre la edición DVD declararon: «Es una película que cumple con todas las expectativas que las actuales producciones no alcanzan». Por otro lado, Roger Ebert declaró que «en un momento los muñecos solo eran un concepto» y añadió que «no es lo bastante ingeniosa para sorprendernos». Jeff Colebank de HorrorNews.net calificó al matrimonio juguetero como «una de las trece mejores parejas del cine de terror». Robert Firsching de Allmovie comentó que «a pesar del bajo presupuesto del filme, no se puede negar la seriedad con la que se filmó un adorable y moderno cuento de hadas y que tan solo tuvo unos pequeños fallos que hicieron que no fuese un clásico». Mind of Tatlock publicó una reseña positiva, haciendo hincapié en el argumento y en varias escenas donde se mezcla el terror con el humor.